# Vasif Asadov
Vasif Asadov, född 27 augusti 1965, är en friidrottare från Azerbajdzjan. Han deltog vid olympiska sommarspelen 1996.